# 〜こたつと毛ガニの巻〜
「〜こたつと毛ガニの巻〜」（こたつとけガニのまき）は、日本のデュオ・花*花のインディーズ1作目のシングル。

## 概要
- インディーズデビューシングル。

## 収録曲
1. 〜こたつと毛ガニの巻〜
作詞・作曲：こじまいづみ
編曲：パパダイスケ、花花
2. あなたに逢いにゆきましょう
作詞・作曲：こじまいづみ
編曲：パパダイスケ、花花
3. 〜こたつと毛ガニの巻〜 (おりじなるからおけ)
作曲：こじまいづみ
編曲：パパダイスケ、花花
表題曲のオリジナル・カラオケバージョン。

## 参加ミュージシャン
花*花
- 花花：Percussion (全曲)
- こじまいづみ：Vocal (#1)、Alto Recorder (#1,3)、Piano (#2)
- おのまきこ：Vocal (#2)、Piano (#1,3)

Support Musician
- パパダイスケ：Soprano Recorder & Programming (#1,3)、Guitars (#2)、Percussion (全曲)
- 平岡洋子：Flute (#1,3)
- 小笹了水：Bass (#2)
- 浅川ジュン：Drums (#2)
- 長野昭子：Violin (全曲)
- 山本愛子：Violin (全曲)
- 高田豊子：Viola (全曲)
- 上塚憲一：Cello (全曲)

## 収録アルバム
- 11songs (#1,2)
- 11songs（+4） (#1,2)
- FOOT PRINT〜花*花WORKS 2000-2003 (#2)